# Língua dulong
Dulong (chinês simplificado: 独 龙 语; chinês tradicional: 獨 龍 語; pinyin:  Dúlóng ) ou  'Drung' ,  'Derung' ,  'Rawang' , ou  'Trung' , é uma língua  Tibeto-Birmanesas pelo povo derung e parte dos Anung étnicos do povo nu
da China. Dulong está intimamente relacionado com a língua Rawang de Myanmar (Birmânia). Apesar de quase todas as pessoas Derung falarem a língua em algum grau, a maioria é multilingue, também fala birmanês, Lisu, e Mandarim, com exceção de algumas pessoas muito idosas
Dulong é também chamada Taron, Kiu, Qui, Kiutze, Qiuzi, Kiupa, Kiao, Metu, Melam, Tamalu, Tukiumu, Qiu, Nung, Nu-tzŭ.

## Classificação
Dulong pertence à família de línguas Nungishes do ramo Tibeto-Birmanês Central do ramo Tibeto-Birmanês da família de línguas  sino-tibetanas. As outras duas línguas da mesma família são Anong e Rawang.

### Dialetos
Dulong tem dois dialetos: Rio Dulong (Dulongjiang Central, Rio Derung, Dulongjiang do Norte, Dulongjiang do Sul) e Rio Salween (Nu) (Nujiang Dulong). Dialetos suposta e inerentemente inteligíveis (Thurgood e LaPolla, 2003). Outros nomes de dialetos possíveis são Melam, Metu, Tamalu e Tukiumu.

## Vocabulário
Semelhança léxica: 74% com o dialeto Matwang do Rawang.

## História
Dulong / Rawang é uma língua Tibeto-Birmanesa falada em ambos os lados da fronteira China / Myanmar (Birmânia), a sul e a leste do Tibete. Em Mianmar, as pessoas que falam a língua Dulong (possivelmente até 100.000 pessoas) vivem no norte do Estado Kachin, particularmente ao longo do rio Mae Hka (N'Mai) e rio Mach Hka (Mali River). No passado, eles tinham sido chamados de 'Hkanung' ou 'Nung', e muitas vezes foram considerados um subgrupo do Kachm (língua Jingpho). Por volta de 2000, os falantes dessa língua em Mianmar iniciaram um movimento para usar o nome / rəwɑŋ / (escrito 'Rvwang' nas ortografias da língua Rawang) para representar todos os seus falantes. Os falantes da China, no entanto, continuam usando o nome 'Dulong'.

## Geografia
Há 14 mil (2000) pessoas falando em dois dialetos: 8.500 no dialeto rio Salween (Nu) e 5.500 no dialeto do rio Dulong. As localidades de Dulong são a província de Yunnan (condado autônomo de Gongshan Dulong-Nu), Região Autônoma do Tibete (Xizang), (Gongshan Dulong-Nu condado autônomo a oeste do condado de Chayu (Zayü)), Gongshan]Derung e Condado Autônomo de Nu,  Gongshan, Bingzhongluo, e Tibete (condado de Chayu, distrito de Chawalong). In the past, the Dulong River was known as the Kiu (Qiu) river, and the Dulong people were known as the Kiu (Qiu), Kiutze (Qiuzi), Kiupa, or Kiao.

## Escrita
A língua Dulong usa o alfabeto latino sem a letra X; usam-se os grupos consonantais Th, Ch, Ny, Sh, By, Py, My, Gy, Ky, Bl, Pl, Ml, Gl, Kl, Br, Pr, Mr, Gr, Kr. As vogais são I, E, A, V, O, U. Os ditongos são Eu, Ei, Ai, Oi, Ui, Ua, Eu e os tritongos Eui, Uai.

## Fonologia

### Consoantes
Dulong tem vinte e quatro sons consonantais iniciais em seis pontos de articulação, mais os grupos de consoantes / pr, br, mr, kr, xr, gr, pl, bl, ml, kl, gl / ; apenas as consoantes / p, t, k, n, m, r, l, ocorrem na posição final.

### Vogais
Dulong tem sete sons vogais, / i, ε, ə, ɑ, ɔ, ɯ, u / e três ditongo s, / əi, ɑi, ɯi /, que aparecem apenas em sílabas abertas.

### Tons
Dulong tem 3  tons: alto nivelado, alto em queda e baixo em queda. Na língua Dulong, o tom tem o papel de diferenciar o significado de poucas palavras, com cerca de 8% de palavras (de cerca de 4000) que dependendo completamente de tons para se distinguir.

## Gramática
Palavras podem ser formadas por prefixação, sufixação, ou composição. As classes de palavras incluem substantivos, definidos pela capacidade de aparecer com um classificador numeral; verbos, definidos pela capacidade de aparecer com a negação e a marcação de pessoa e tempo; post-posições, que são delimitadas por PNs, numerais e classificadores. Os adjetivos são um subconjunto dos verbos para os quais a reduplicação significa intensificação ou adverbialização em vez do aspecto perfeito (reduplicação com substantivos têm um significado distributivo, "todo"). Adjetivos podem ser usados como predicado ou podem aparecer nominalizados em uma cláusula com verbo de ligação cópula.

## Amostra de texto
Tana akplvng ru ton mvnvng, chelai ong tvli wa rvmumu dvkshi te puk. Puq ton mvnvng, nacenace tvli rang.
Português
Depois de terminar a parte do corpo da besta, de um lado, desenho a forma de um arco e uso uma pequena faca para abrir um pequeno buraco. Depois de ter feito um pequeno furo, encaixei lentamente o arco no buraco.